# Ayashe (cràter)
Ayashe és un cràter d'impacte en el planeta Venus de 6,7 km de diàmetre. Porta el nom d'un antropònim hausa, i el seu nom va ser aprovat per la Unió Astronòmica Internacional el 1997.